# Kanat de Kassímov
El kanat de Kassímov fou un estat regit per governants genguiskànides vassalls de Moscou, que va existir en una data no anterior al 1452 i fins al 1681.
El kanat fou fundat entre 1452 i 1456 per Kasim o Qasim, fill del kan Ulugh Muhammad de Kazan que havia estat expulsat del seu ulus pel seu germà Mahmudek el 1446. Kasim havia fugit a Moscou i va servir al príncep Basili II que li va concedir la vila de Gorodets (Gorodok Meshcerskiy o Meschorsky) que fou rebatejada més tard Kasimov (en tàtar Khan Karman) el 1471. Va esdevenir un principat feudatari de Moscou on el tsar nomenava o confirmava als kans; els afers interns estaven de fet a mans d'un voivoda rus; els kans rebien un sou del tsar i cobraven un impost a la població local principalment finesos, mordvins, i meschiora o meshčera i alguns russos; els tàtars eren una petita minoria. Kasim va restar musulmà però fou fidel al tsar. Durant un segle Kasimov fou lloc de refugi per prínceps genguiskànides expulsats dels seus ulus. El 1468, quan va morir Mahmudek de Kazan, Kasim va atacar el kanat amb un exèrcit moscovita, però fou rebutjat.
El 1469 el va succeir el seu fill Daniyar que va regnar fins al 1486 i va lluitar amb els russos contra Ahmad Khan de la Gran Horda. A la seva mort el tsar va oferir el kanat a Nur Devlet Giray expulsat de Crimea el 1478 i aquest va regnar fins a la seva mort esdevinguda en una data incerta entre 1498 i 1503 sent sempre lleial a Moscou; el van succeir els seus fills Satilghan i Djanay i vers el 1512 va entrar una altra branca genguiskànida representada per Awliyar, net de Küçük Muhammad un descendent d'Orda, el germà de Batu i primer kan de l'Horda Blanca o Blava i cosí de Sayyid Ahmad.
El 1516 el va succeir el seu germà Shah Ali (Shigaley en rus) i va restar kan amb algunes interrupcions fins a la seva mort el 21 d'abril de 1567. Dues vegades fou instal·lat pels russos al tron de Kazan (1519-1521 i 1546) i en aquestos períodes fou substituït a Kasimov pel seu germà Djan Ali, que fou també kan de Kazan el 1532 i fins al 1535 (va morir en una revolta popular).
Mort Shah Ali sense fills, el 1567 la successió va passar al seu cosí llunyà Sayin Bulat besnet del kan Ahmad de l'Horda d'Or que es va fer cristià el 1573 i va adoptar el nom de Simeó Bekbulatovic. Va regnar fins vers el 1583. El 1574 Ivan el Terrible el va proclamar nominalment al seu lloc com a tsar i gran príncep de totes les Rússies. El 1583 el va substituir Mustafa Ali, un altre genguiskànida descendent d'Ahmed de l'Horda d'Or. Després va haver-hi diversos kans: Uraz Muhammad dels Kirguiz Kazak que va morir en les lluites civils de Rússia el 1610; i Kuchum, el darrer kan de Sibir; el 1614 el seu net Arslan és esmentat com a tsar de Kasimov; el 1616 va morir l'antic kan Simeó. Vers 1627 Sayyid Burhan, fill de Arslan, va succeir al seu pare; es va batejar i va regnar fins a la seva mort el 1681. El kanat va passar a la corona russa.

## Llista de kans
1. Kasim Khan 1452-1469
2. Daniyar Khan 1469-1486
3. Nur Devlet Giray 1486-1498/1503
4. Satilghan Khan 1498/1503-1508
5. Janai Khan 1508-1512
6. Awliyar Khan 1512-1516
7. Xah Ali (Shigaley) 1516-1519
8. Jan Ali 1519-1521 (de facto 1521-1532)
9. Xah Ali (restablert) 1521-1532
10. Vacant 1532-1536
11. Xah Ali (restablert) 1536-1567
12. Sayin Bulat o Simeó Bekbulatovic (tsar de Rússia 1574-1576) 1567-1583
13. Mustafa Ali Khan 1583-1600
14. Uraz Muhammad Khan 1600-1610
15. Alp Arslan Khan 1610-1626
16. Sayyid Burhan Khan 1626-1681
17. Fàtima Sultan 1681